# Басма

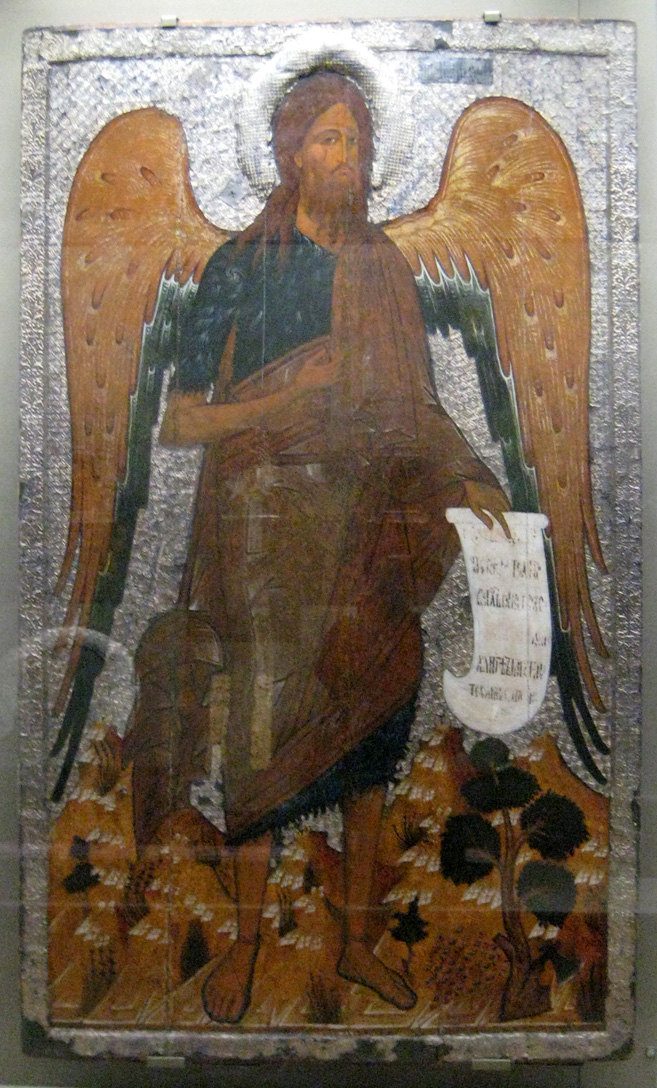
«Иоанн Креститель Ангел Пустыни», басманный оклад

Басма́ (тюрк. байса, пайцза; букв. «отпечаток») — один из видов техники тиснения рельефных рисунков с помощью специальных матриц — басманных досок. Басмой также называют тонкие металлические или кожаные листы с выбитым таким способом узором. По сравнению с чеканкой изготовление рельефных рисунков с применением техники басмы существенно экономит время и повышает производительность труда.
Басмой назывался особый знак или пластинка, выдававшаяся татаро-монгольскими ханами в XIII−XV веках в качестве верительной грамоты. Ранний вид такого знака в Китае назывался пайцза.
Басманное дело (от басма) — тонкое легковесное листовое серебро, на котором теснили разные узоры (травы). На иконах басманными делались только оклады, то есть каймы образа. По лёгкости и дешевизне басманное дело было очень распространено. В Москве была особая слобода басманщиков — теперь Басманная.
Один из видов художественной обработки металла. 

## История
На Руси басма встречается с XI века; она распространилась под влиянием византийских традиций покрытия священных предметов драгоценной фольгой. Такое тиснение по фольге было распространено повсюду в православном мире.

## Басма в иконописи

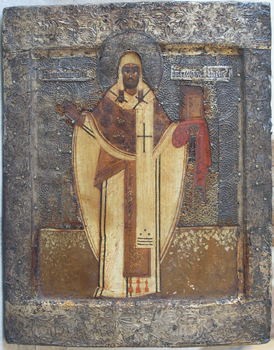
Святитель Леонтий Ростовский, басменный оклад. Втор. пол. XVI в.

В древнерусском искусстве басма употреблялась для украшения икон, киотов и тела иконостаса. Особенно широко басменные оклады, или ризы, были распространены в иконописи в конце XIV—XVI веках. Басменный оклад на иконе закрывает только места, где нет иконописного изображения, органично дополняя художественную часть иконы.
Не следует путать басменный оклад с окладом чеканным, который закрывает живопись практически целиком, оставляя окошки только для ликов и рук святых. Такие оклады всё чаще встречаются к XVII веку. В дальнейшем такие сплошные оклады становятся преобладающими.
Басменный оклад может быть либо только на полях иконы, либо на полях и фоне иконы. Из басмы также иногда изготовляли венцы, которые налагали по рисунку нимбов. Венцы делали объёмными. Позолоченную и посеребренную басму соединяли в одном художественном произведении.

## Техника выполнения
- Изготавливается басманная доска (матрица).
- На матрицу кладётся тонкий лист металла, на котором необходимо получить рельеф.
- Сверху кладётся слой свинца, который является прокладкой между материалом и ударным инструментом.
- Тиснение производится ударами деревянного молотка (киянки) по свинцу. В качестве инструмента также может быть использован пресс. Под действием силы свинцовая подушка (вместе с материалом) вдавливается во все углубления матрицы.